# نيستور مورا
نيستور مورا (بالإسبانية: Néstor Mora)‏ ولد بتاريخ 20 سبتمبر 1963 في بوغوتا، وتوفي في 20 فبراير 1995 في مانيزاليس، كان دراج كولومبي. سبق أن شارك في دورة الألعاب الأولمبية الصيفية.

## روابط خارجية
- نيستور مورا على موقع أرشيف الدراجات (الإنجليزية)
- نيستور مورا على موقع إحصائيات الدراجات الإحترافية (الإنجليزية)
- نيستور مورا على موقع CycleBase (الإنجليزية)
- نيستور مورا على موقع أوليمبيديا (الإنجليزية)